# Grekiska inbördeskriget

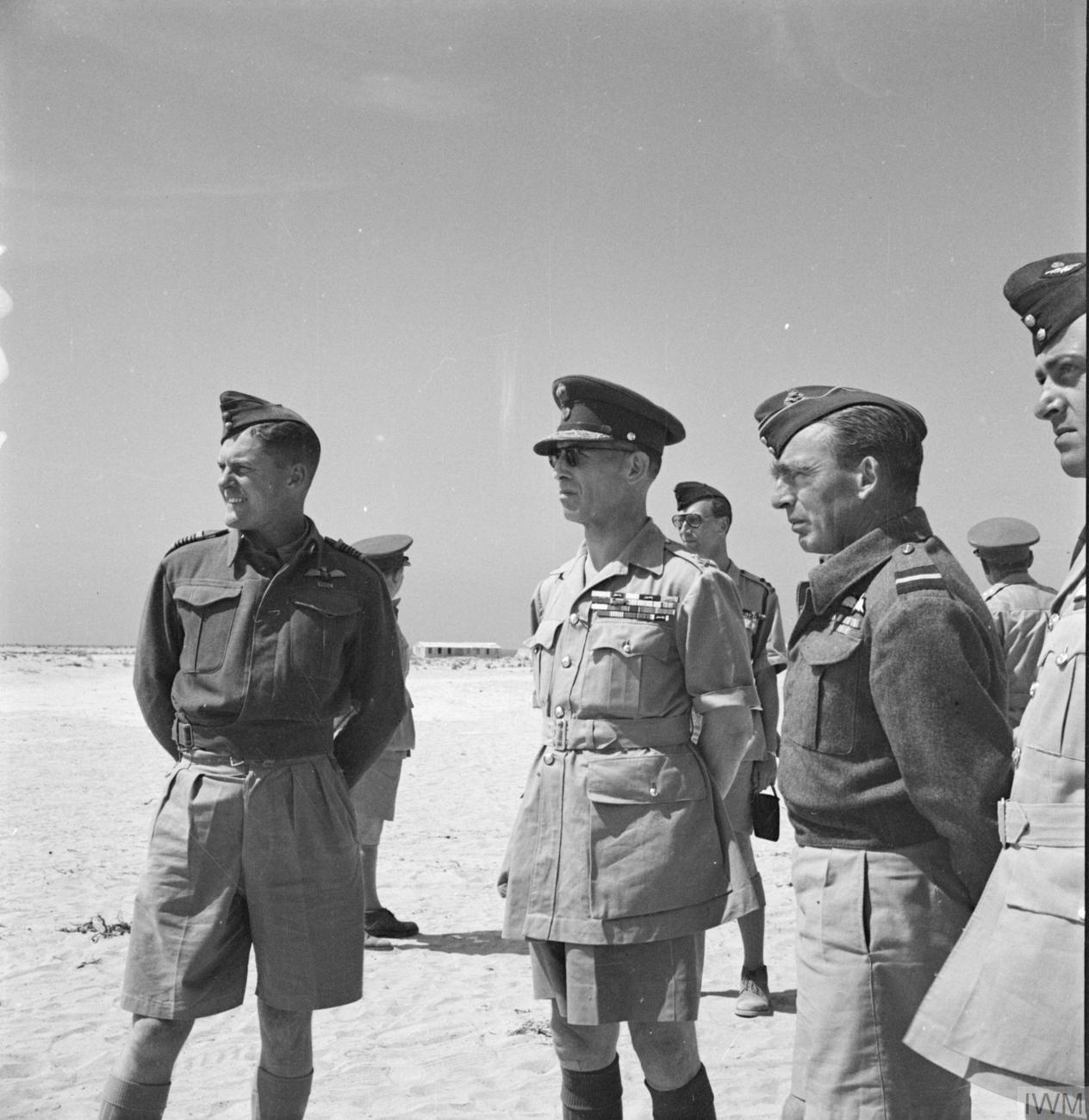
Georg II under ett besök på en grekisk stridsstation 1944.

Grekiska inbördeskriget (grekiska: ο Eμφύλιος [Πόλεμος], "Inbördeskriget") utkämpades mellan åren 1946 och 1949, och var det första fallet av ett kommunistiskt gerillakrig under efterkrigstiden. Segern för Greklands kung Pauls och den grekiska regeringens antikommunistiska armé ledde till att Grekland 1952 blev medlem av NATO, och bidrog till att kalla krigets ideologiska maktbalans fastställdes för Egeiska havets del.
Inbördeskrigets ena part var den huvudsakligen konservativa och centristiska civilbefolkningen, och den reguljära armén under kungen och regeringen, stödd av USA och Storbritannien. Den andra parten var huvudsakligen grekiska kommunister och nyckelpersoner från den största antifascistiska motståndsrörelsen (ELAS), under ledning av Greklands kommunistparti (KKE) och stödd av Albanien, Jugoslavien och Bulgarien som erbjöd logistisk stöd till den provisionella regeringen, speciellt de styrkor som opererade i den norra delen av Grekland. Sovjetunionen under ledning av Stalin hade lovat att avstå från inblandning i överensstämmelse med Procentavtalet.
Krigets förfas ägde rum 1942-1944. Motståndsrörelsens vänster- och högerflyglar kämpade inbördes mot varandra om ledningen över den grekiska motståndsrörelsen. Under den andra fasen (1944) konfronterades de segrande kommunisterna, vilka kontrollerade större delen av Grekland, med den återvändande exilregeringen under Georgios Papandreou, som hade bildats med hjälp av de allierade i Kairo. I en tredje fas (1946-1949) stred en regeringskoalition med höger- och centerpartier, som valts under en bojkott av Greklands kommunistparti (KKE), mot beväpnade styrkor som leddes av Demokratiska grekiska armén. Fastän kommunistpartiets inblandning var känd i hela världen fortfor partiet att vara lagligt till 1948 och fortsatte att understödja attacker från sitt kontor i Aten tills proskriptionen. Vändpunkten i kriget inträffade 1949, när Alexandros Papagos blev överbefälhavare över den reguljära armén och i oktober samma år tvingades gerillan att kapitulera.
Under konflikten försökte grannländer att göra territoriella anspråk på Grekland. Många medlemmar av ELAS var slavisktalande makedonier från norra Grekland, vilka grundade Nationella frihetsfronen (NOF) 1944, med stöd av den jugoslaviske ledaren Tito, som hade planer för grekiska Makedonien. KKE var mycket positivt inställda till tanken om att bilda "Den socialistiska republiken Makedonien", som skulle omfatta grekiska Makedonien. Senare blev ELAS och SNOF oense om politiska frågor och splittrades.
Inbördeskriget efterlämnade ett arv av politisk polarisering i Grekland och medföljande instabilitet. Som en följd av detta ingick Grekland en allians med USA och blev medlem av NATO, medan relationerna med de sovjetallierade grannländerna i norr blev ansträngda.